# Serazereux
Serazereux est une commune française située dans le département d'Eure-et-Loir en région Centre-Val de Loire.

## Géographie

### Situation
Serazereux est un village du Thymerais situé à 16 km à vol d'oiseau au sud de Dreux, 19 km à l'ouest d'Épernon, 16 km au nord de Chartres et 15 km à l'est de Châteauneuf-en-Thymerais.
La commune se trouve dans l'aire d'attraction de Paris, dans la zone d'emploi de Dreux et dans le bassin de vie de Nogent-le-Roi.

### Communes limitrophes
Les communes limitrophes sont  Châteauneuf-en-Thymerais, Le Boullay-Thierry, Ormoy et Tremblay-les-Villages.
|                       | Le Boullay-Thierry | Ormoy                           |
| Tremblay-les-Villages | Serazereux         | Néron                           |
| Challet               |                    | Tremblay-les-Villages (enclave) |

### Géologie et relief
La superficie de la commune est de 15,58 km2 ; son altitude varie de 140  à   193 mètres.

### Hydrographie

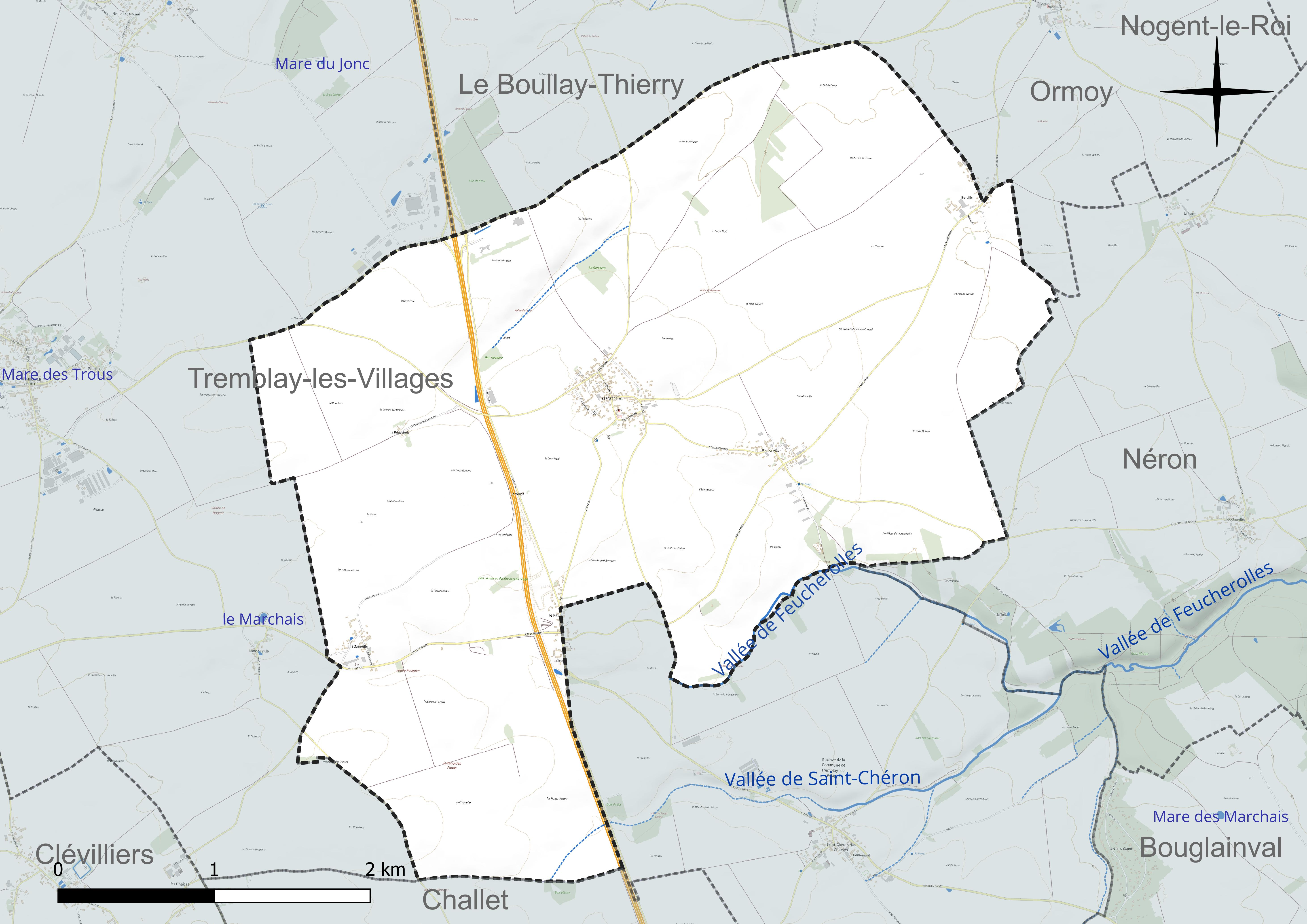
Carte hydrographique de la commune.

Un petit ruisseau, la Vallée de Feucherolles, marque la limite sud-est de la commune.

### Climat
Pour des articles plus généraux, voir Climat du Centre-Val de Loire et Climat d'Eure-et-Loir.
En 2010, le climat de la commune est de type climat océanique dégradé des plaines du Centre et du Nord, selon une étude du CNRS s'appuyant sur une série de données couvrant la période 1971-2000. En 2020, Météo-France publie une typologie des climats de la France métropolitaine dans laquelle la commune est exposée à un climat océanique altéré et est dans la région climatique Sud-ouest du bassin Parisien, caractérisée par une faible pluviométrie, notamment au printemps (120 à 150 mm) et un hiver froid (3,5 °C).
Pour la période 1971-2000, la température annuelle moyenne est de 10,5 °C, avec une amplitude thermique annuelle de 14,7 °C. Le cumul annuel moyen de précipitations est de 639 mm, avec 10,3 jours de précipitations en janvier et 7,8 jours en juillet. Pour la période 1991-2020, la température moyenne annuelle observée sur la station météorologique de Météo-France la plus proche, « Marville_sapc », sur la commune de Marville-Moutiers-Brûlé à 9 km à vol d'oiseau, est de 11,1 °C et le cumul annuel moyen de précipitations est de 571,8 mm,. Pour l'avenir, les paramètres climatiques de la commune estimés pour 2050 selon différents scénarios d'émission de gaz à effet de serre sont consultables sur un site dédié publié par Météo-France en novembre 2022.

## Urbanisme

### Typologie
Au 1er janvier 2024, Serazereux est catégorisée commune rurale à habitat dispersé, selon la nouvelle grille communale de densité à 7 niveaux définie par l'Insee en 2022.
Elle est située hors unité urbaine. Par ailleurs la commune fait partie de l'aire d'attraction de Paris, dont elle est une commune de la couronne,.

### Occupation des sols

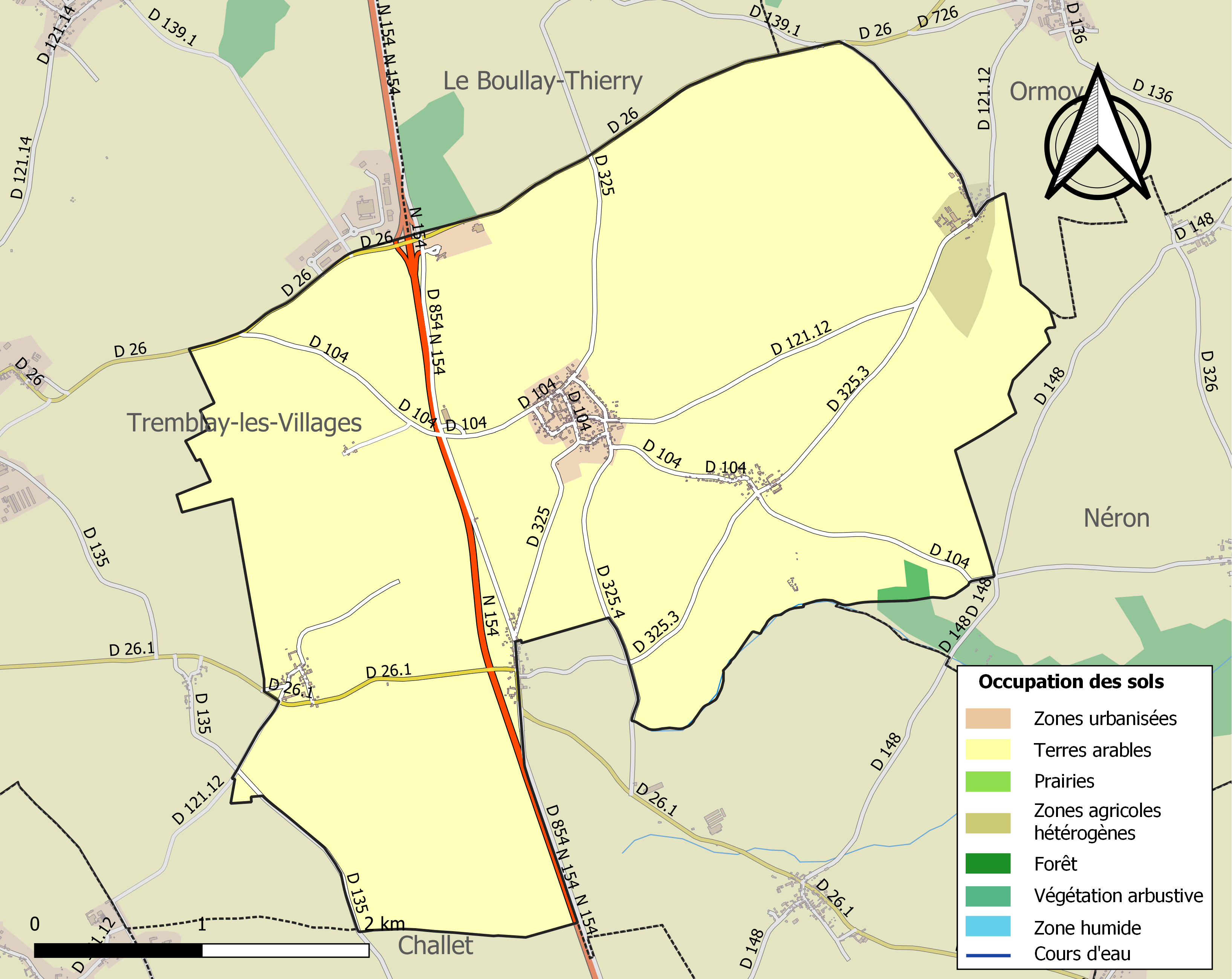
Carte des infrastructures et de l'occupation des sols de la commune en 2018 (CLC).

L'occupation des sols de la commune, telle qu'elle ressort de la base de données européenne d’occupation biophysique des sols Corine Land Cover (CLC), est marquée par l'importance des territoires agricoles (97,6 % en 2018), une proportion sensiblement équivalente à celle de 1990 (98,1 %).
La répartition détaillée en 2018 est la suivante : terres arables (96,1 %), zones urbanisées (1,6 %), zones agricoles hétérogènes (1,5 %), zones industrielles ou commerciales et réseaux de communication (0,5 %), forêts (0,3 %).
L'évolution de l’occupation des sols de la commune et de ses infrastructures peut être observée sur les différentes représentations cartographiques du territoire : la carte de Cassini (XVIIIe siècle), la carte d'état-major (1820-1866) et les cartes ou photos aériennes de l'IGN pour la période actuelle (1950 à aujourd'hui).

### Hameaux, lieux-dits et écarts
Serazereux est constitué de cinq hameaux : le bourg (Sérazereux), Borville, Bouconville, Fadainville et le Péage  (partiellement, avec Tremblay-les-Villages), ainsi que de deux écarts, le moulin et la briqueterie.

### Habitat et logement
En 2021, le nombre total de logements dans la commune était de 229, alors qu'il était de 234 en 2016 et de 204 en 2011.
Parmi ces logements, 87,5 % étaient des résidences principales, 7,1 % des résidences secondaires et 5,4 % des logements vacants. Ces logements étaient pour 97,4 % d'entre eux des maisons individuelles et pour 2,6 % des appartements.
Le tableau ci-dessous présente la typologie des logements à Serazereux en 2021 en comparaison avec celle d'Eure-et-Loir et de la France entière. Une caractéristique marquante du parc de logements est ainsi une proportion de résidences secondaires et logements occasionnels (7,1 %) supérieure à celle du département (5,8 %) mais inférieure à celle de la France entière (9,7 %).
| Typologie                                               | Serazereux | Eure-et-Loir | France entière |
| ------------------------------------------------------- | ---------- | ------------ | -------------- |
| Résidences principales (en %)                           | 87,5       | 85,5         | 82,2           |
| Résidences secondaires et logements occasionnels (en %) | 7,1        | 5,8          | 9,7            |
| Logements vacants (en %)                                | 5,4        | 8,7          | 8,1            |

### Transports et voies de communications
La commune est desservie par l'ancienne route nationale 154 (actuelle RD 854) qui passe à environ 1 km du bourg principal.
La ligne d'autocar 20 du réseau TER Centre-Val de Loire y passe.

### Risques naturels et technologiques
Le territoire de la commune de Serazereux est vulnérable à différents aléas naturels : météorologiques (tempête, orage, neige, grand froid, canicule ou sécheresse), inondationset séisme (sismicité très faible). Il est également exposé à un risque technologique, le transport de matières dangereuses. Un site publié par le BRGM permet d'évaluer simplement et rapidement les risques d'un bien localisé soit par son adresse soit par le numéro de sa parcelle.

#### Risque naturels
Certaines parties du territoire communal sont susceptibles d’être affectées par le risque d’inondation par débordement de cours d'eau et par ruissellement et coulée de boue, notamment La commune a été reconnue en état de catastrophe naturelle au titre des dommages causés par les inondations et coulées de boue survenues en 1999 et 2018,.

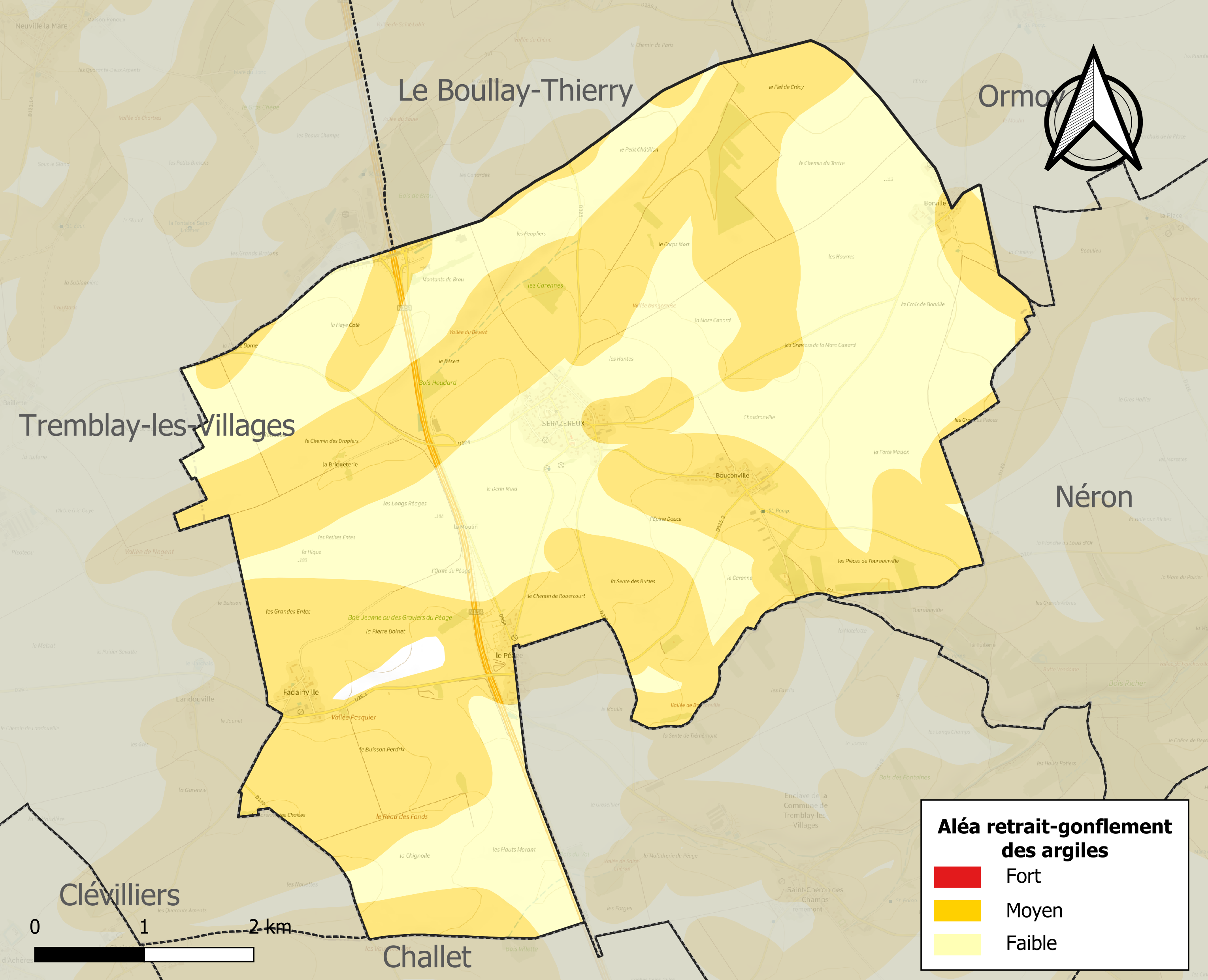
Carte des zones d'aléa retrait-gonflement des sols argileux de Serazereux.

Le retrait-gonflement des sols argileux est susceptible d'engendrer des dommages importants aux bâtiments en cas d’alternance de périodes de sécheresse et de pluie. 55,1 % de la superficie communale est en aléa moyen ou fort (52,8 % au niveau départemental et 48,5 % au niveau national). Sur les 226 bâtiments dénombrés sur la commune en 2019, 118 sont en aléa moyen ou fort, soit 52 %, à comparer aux 70 % au niveau départemental et 54 % au niveau national. Une cartographie de l'exposition du territoire national au retrait gonflement des sols argileux est disponible sur le site du BRGM,.
Concernant les mouvements de terrains, la commune a été reconnue en état de catastrophe naturelle au titre des dommages causés par des mouvements de terrain en 1999.

#### Risques technologiques
Le risque de transport de matières dangereuses sur la commune est lié à sa traversée par des infrastructures routières ou ferroviaires importantes ou la présence d'une canalisation de transport d'hydrocarbures. Un accident se produisant sur de telles infrastructures est en effet susceptible d’avoir des effets graves au bâti ou aux personnes jusqu’à 350 m, selon la nature du matériau transporté. Des dispositions d’urbanisme peuvent être préconisées en conséquence.

## Toponymie
Bas latin cerasarius = cerisier, et suffixe diminutif eolum, serazereux = petit cerisier. Localement prononcé sazereux.
Sarescolus, 1028 (Archives départementales d'Eure-et-Loir-H, Abbaye Notre-Dame de Coulombs) ; Ceresereus, 1199 (Bibliothèque nationale de France-Ms Latin 9223 Cartulaire de l'abbaye Notre-Dame de Josaphat) ; Cereszereues, 1277 (Bibliothèque nationale de France-Ms Latin 9223 Cartulaire Notre-Dame de Josaphat) ; Serasereus, 1355 (Bibliothèque nationale de France- Ms Latin 10.097 Registre de l’Église de Chartres) ; Seraizereus, 1401 (Archives départementales d'Eure-et-Loir-H, Léproserie du Grand-Beaulieu) ; Serazereulx, 1488 (Archives départementales d'Eure-et-Loir-H, Léproserie du Grand-Beaulieu) ; Cereuse, 1740 (Bibliothèque Municipale d’Orléans, Ms 995, fol. 37) ; Cerazereux, XVIIIe s. (Carte de Cassini) ; Sazereux, 1819 (Cadastre).

## Histoire

### Époque contemporaine
La commune de Serazereux, instituée par la Révolution française  absorbe celle de Fadainville par ordonnance royale du 23 juin 1846,. Les sections cadastrales A et B de Fadainville deviennent les sections E et F de la nouvelle commune.
Lors des combats de la Libération de la France, durant la nuit du 10 au 11 juin 1944, un avion Lancaster de la RAF en mission de bombardement du nœud ferroviaire d'Achères s'écrase dans les champs entourant Sérazereux, tuant les aviateurs Welles, Fairbairn, Gee, Sedgwick, Hancock, Kemp, Millar et Tovery.

## Politique et administration

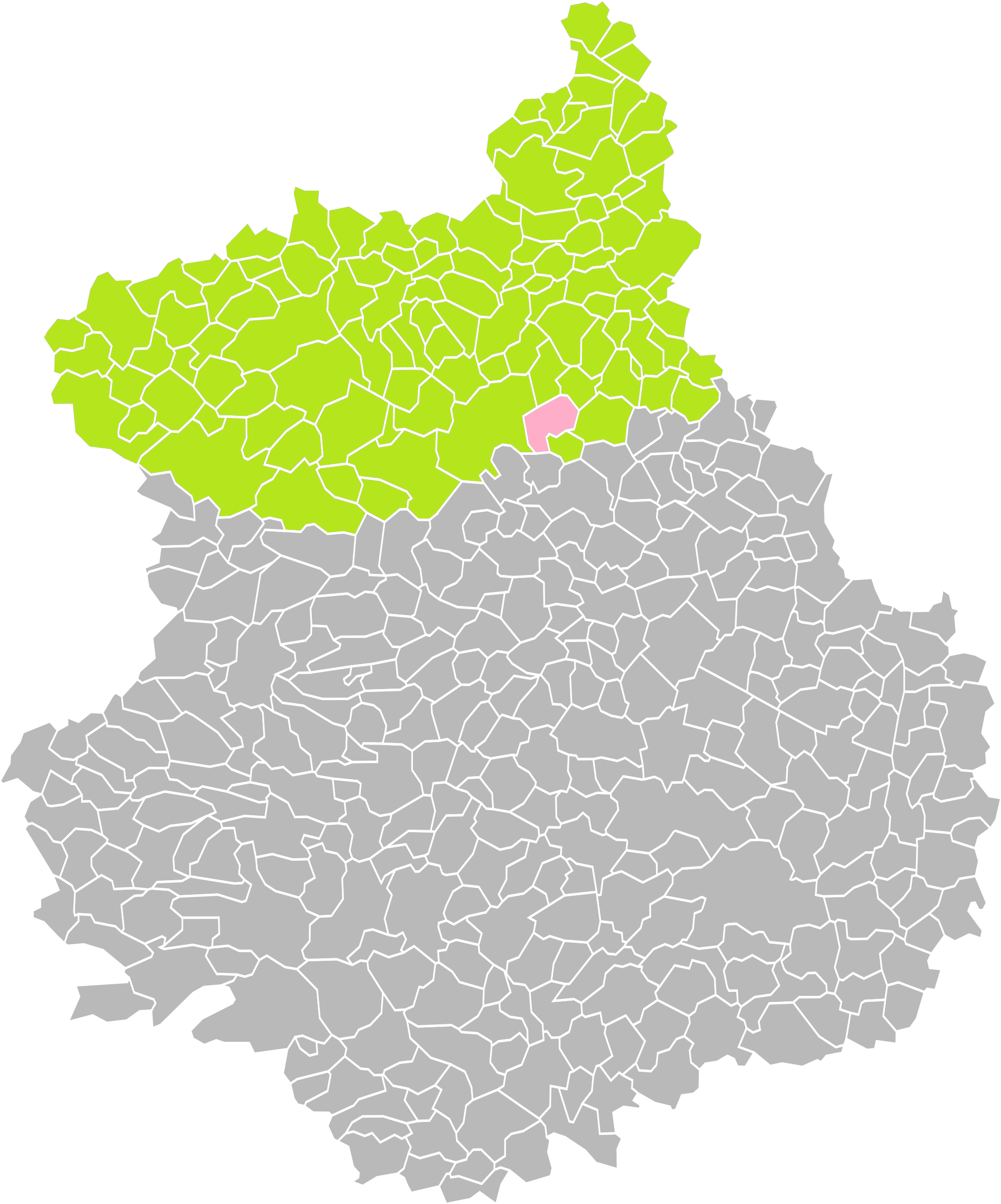
La commune dans son arrondissement.

### Rattachements administratifs et électoraux

#### Rattachements administratifs
La commune se trouve dans l'arrondissement de Dreux du département d'Eure-et-Loir.
Elle faisait partie depuis 1801 du canton de Châteauneuf-en-Thymerais. Dans le cadre du redécoupage cantonal de 2014 en France, cette circonscription administrative territoriale a disparu, et le canton n'est plus qu'une circonscription électorale.

#### Rattachements électoraux
Pour les élections départementales, la commune fait partie depuis 2014 du canton de Saint-Lubin-des-Joncherets.
Pour l'élection des députés, elle fait partie de la deuxième circonscription d'Eure-et-Loir.

### Intercommunalité
Serazereux est membre de la communauté d'agglomération du Pays de Dreux, un établissement public de coopération intercommunale (EPCI) à fiscalité propre créé en 2014 par la fusion de plusieurs intercommunalités, et auquel la commune avait transféré un certain nombre de ses compétences, dans les conditions déterminées par le code général des collectivités territoriales.

### Liste des maires
| Période                                  | Période                        | Identité                         | Étiquette    | Qualité |
| ---------------------------------------- | ------------------------------ | -------------------------------- | ------------ | --- |
| Les données manquantes sont à compléter. |                                |                                  |              | |
| 1800                                     | 1830                           | François Thierrée                | Cultivateur  | |
| 1831                                     | 1871                           | Denis Allais                     | Cultivateur  | |
| 1871                                     | 1873                           | Pierre Challe                    | Propriétaire | |
| 1874                                     | 1886                           | Jean-François Robert             |              | |
| 1886                                     | 1894                           | Norbert Arsène Mathurin Chantard |              | |
| 1894                                     | 1895                           | Louis Joseph Hache               |              | Propriétaire |
| 1895                                     | 1904                           | Prosper Bled                     |              | |
| 1904                                     |                                | Norbert Chantard                 | Cultivateur  | |
|                                          |                                |                                  |              | |
| 1929                                     |                                | Louis Allais                     |              | |
|                                          |                                |                                  |              | |
| 1944                                     | 1968                           | Émile Challes                    |              | Agriculteur |
|                                          |                                |                                  |              | |
| 1983                                     | 2008                           | Roland Daguet                    |              | Agriculteur |
|                                          |                                | Georges Froment                  |              | Agriculteur |
| 2001                                     | 2008                           | Jean-Jacques Chantard            | retraité     | |
| 2008                                     | 2016                           | Nicolas Lafay                    |              | Cadre SNCF Démissionnaire                                                                                             |
| 2016                                     | mai 2020                       | Thomas Langé                     |              | Agriculteur |
| mai 2020,                                | septembre 2022                 | Sylvie Daguet                    |              | Agricultrice Ancienne conseillère municipale de Dreux (1995 → 2001) Administratrice au Crédit agricole Démissionnaire |
| décembre 2022                            | En cours (au 30 novembre 2023) | Thomas Langé                     |              | Agriculteur |

## Équipements et services publics
Un refuge d’animaux animé par la SDPA est implanté dans la commune.

## Population et société

### Démographie
L'évolution du nombre d'habitants est connue à travers les recensements de la population effectués dans la commune depuis 1793. Pour les communes de moins de 10 000 habitants, une enquête de recensement portant sur toute la population est réalisée tous les cinq ans, les populations de référence des années intermédiaires étant quant à elles estimées par interpolation ou extrapolation. Pour la commune, le premier recensement exhaustif entrant dans le cadre du nouveau dispositif a été réalisé en 2007.

En 2022, la commune comptait 538 habitants, en évolution de −3,76 % par rapport à 2016 (Eure-et-Loir : −0,23 %, France hors Mayotte : +2,11 %).
| 1793 | 1800 | 1806 | 1821 | 1831 | 1836 | 1841 | 1846 | 1851 |
| ---- | ---- | ---- | ---- | ---- | ---- | ---- | ---- | ---- |
| 350  | 281  | 318  | 354  | 391  | 392  | 400  | 401  | 471  |

| 1856 | 1861 | 1866 | 1872 | 1876 | 1881 | 1886 | 1891 | 1896 |
| ---- | ---- | ---- | ---- | ---- | ---- | ---- | ---- | ---- |
| 476  | 432  | 440  | 433  | 439  | 425  | 433  | 417  | 434  |

| 1901 | 1906 | 1911 | 1921 | 1926 | 1931 | 1936 | 1946 | 1954 |
| ---- | ---- | ---- | ---- | ---- | ---- | ---- | ---- | ---- |
| 418  | 426  | 428  | 376  | 414  | 416  | 363  | 376  | 310  |

| 1962 | 1968 | 1975 | 1982 | 1990 | 1999 | 2006 | 2007 | 2012 |
| ---- | ---- | ---- | ---- | ---- | ---- | ---- | ---- | ---- |
| 283  | 271  | 279  | 298  | 421  | 436  | 472  | 477  | 567  |

| 2017 | 2022 | - | - | - | - | - | - | - |
| ---- | ---- | - | - | - | - | - | - | - |
| 546  | 538  | - | - | - | - | - | - | - |

### Manifestations culturelles et festivités
- Fête du terroir, dont l'édition 2024 a eu lieu en juin[31].

## Culture locale et patrimoine

### Lieux et monuments
- Église Saint-Denis, datant des XIe – XIIe siècles[32],[33] ;
- L'ancienne église Saint-Rémy de Fadainville, aujourd'hui disparue[32] ;
- Stèle érigée en hommage aux huit aviateurs anglais morts le 11 juin 1944 alors qu'ils survolaient le village[34].

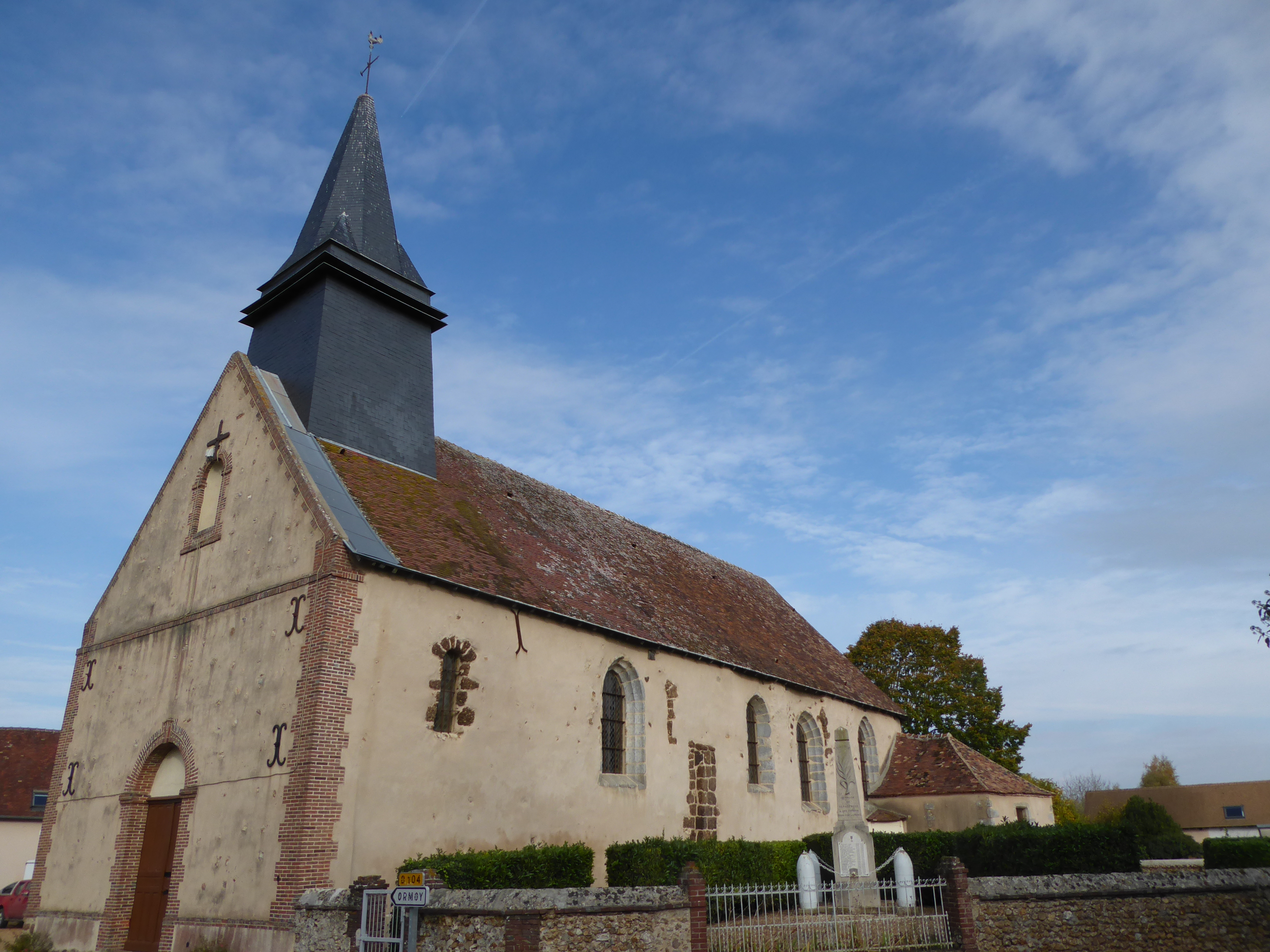
Église Saint-Denis.
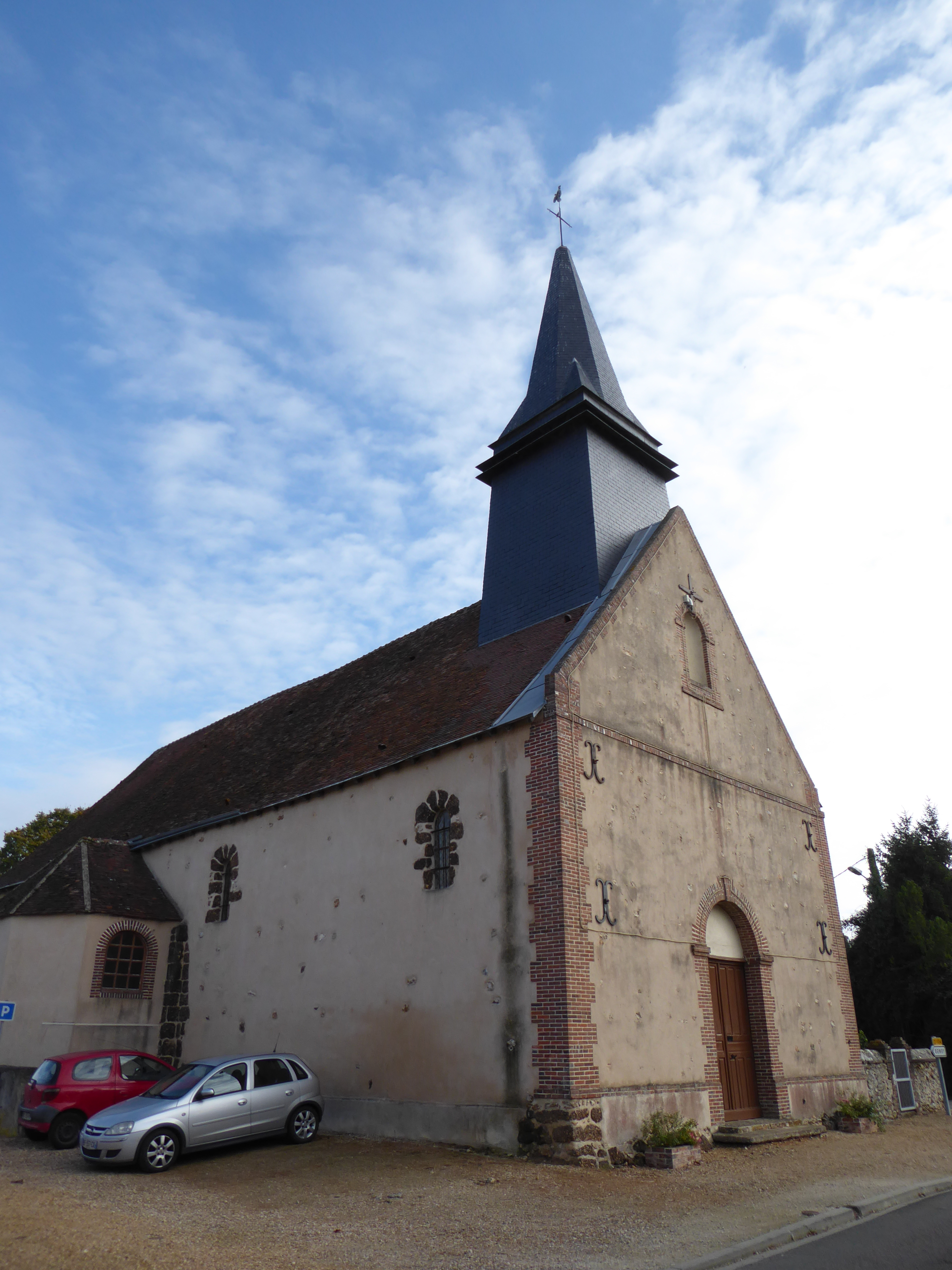
Parking de l'église.
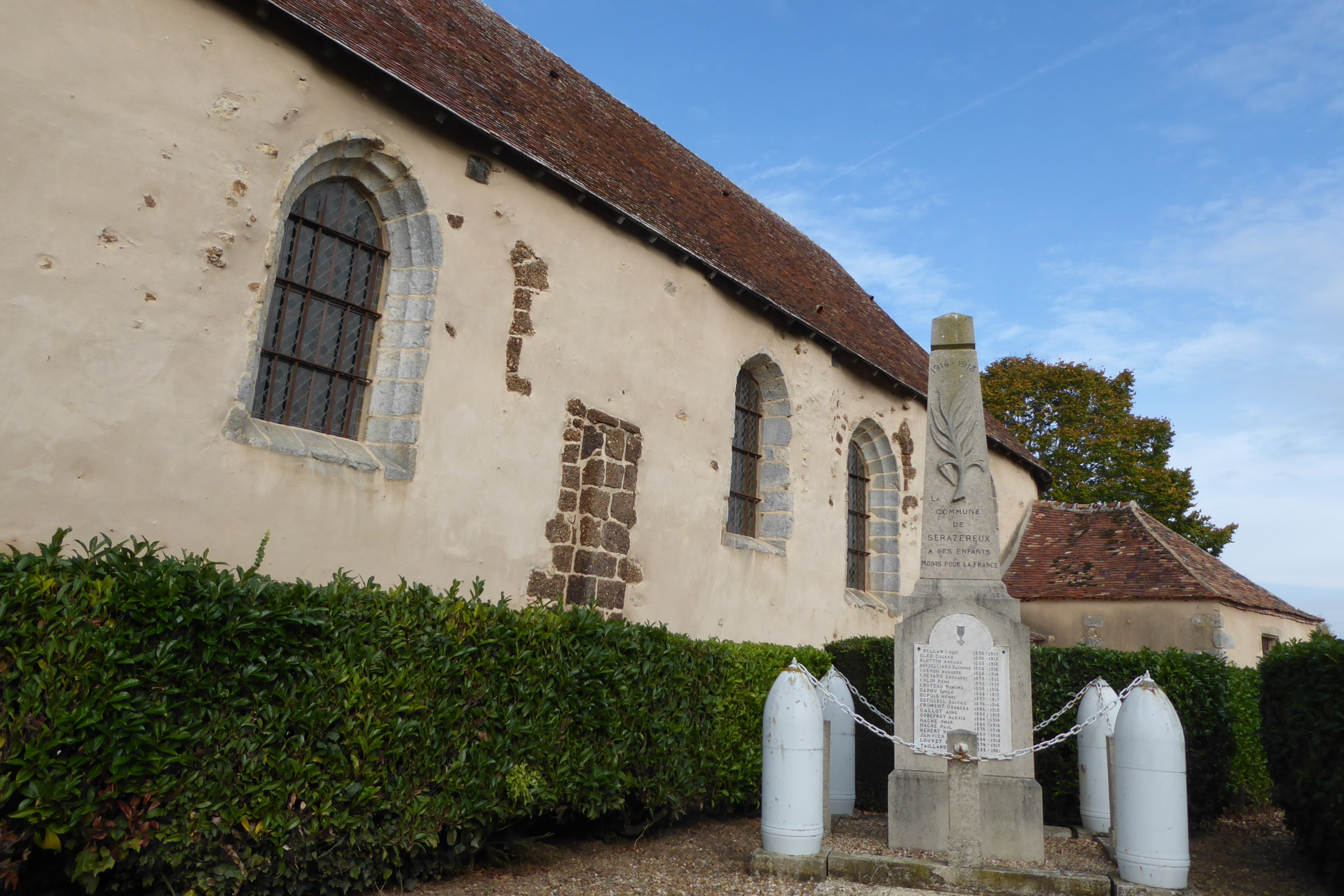
Monument aux morts.

### Anecdote
Un cultivateur de Serazereux, M. Lucien Hébert, a déclaré avoir observé une soucoupe volante le 17 septembre 1948.
Voici ses déclarations : « Vendredi dernier, 17 septembre, j'étais occupé seul aux champs, lorsque, vers 16 heures, je remarquais un ronronnement semblable à celui d'un avion volant à très haute altitude. Machinalement, je suivais le phénomène des yeux. Le ciel était très clair et je finis par percevoir presque au-dessus de moi, à une altitude que je suppose supérieure à 2.000 mètres, un point blanc, brillant, plus exactement une surface ronde blanche, qui survolait d'abord assez lentement, environ une demi-minute, puis soudain s'éloigna à une vitesse prodigieuse en direction de l'est. »

## Pour approfondir